# بروتيلن
بروتيلن (بالألمانية: Brüttelen) هي بلدية ضمن مقاطعة سيلاند في كانتون برن بسويسرا. تبلغ مساحتها 6.06 كيلومتر مربع، ويقدر عدد سكانها بـ 568 نسمة (حسب تعداد ديسمبر 2015).